# KF Mališevo
Klubi Futbollistik Mališevo, známý jako Mališevo, je kosovský fotbalový klub se sídlem v Mališevu v Kosovu. Klub hraje v Superliga e Futbollit të Kosovës, nejvyšší kosovské soutěži. Byl založen v roce 2016. Domácím stadionem je Liman Gegaj Stadium. Klub se v sezóně 2024/25 i 2025/26 kvalifikoval do evropských soutěží.

## V evropských soutěžích
| Ročník    | Soutěž                | Fáze        | Soupeř              | Doma | Venku | Celkem |
| --------- | --------------------- | ----------- | ------------------- | ---- | ----- | ------ |
| 2024/2025 | Konferenční liga UEFA | 1. předkolo | Budućnost Podgorica | 1:0  | 0:3   | 1:3    |
| 2025/2026 | Konferenční liga UEFA | 1. předkolo | Víkingur Reykjavík  | 0:1  | 0:8   | 0:9    |